# Parafodina conjugens
Parafodina conjugens là một loài bướm đêm trong họ Noctuidae.